# 日本國鐵ED18型電力機車
ED18型电力机车（日语：ED18形電気機関車）是日本铁路的干线电力机车车型之一，是由英国进口的ED52、ED17型电力机车改造而成，适用于供电制式为1500伏直流电的电气化铁路。ED18型电力机车可按改造时期分为两种类型。
第一代机车改造于1931年（昭和6年）至1935年（昭和10年）间，铁道省为满足中央本线的长大坡道区段的牵引需要，通过改变机车的传动齿轮比，将其中四台ED52型客运电力机车改造成客货运通用电力机车，即ED18型3～6号机车。
第二代机车改造于1953年（昭和28年）至1955年（昭和30年）间，日本国有铁道为满足线路条件较差的饭田线的运输需要，对一台ED18型电力机车（第一代）和另外两台ED17型电力机车进行轴重轻量化改造，即ED18型1～3号机车。

## 历史

### 第一代

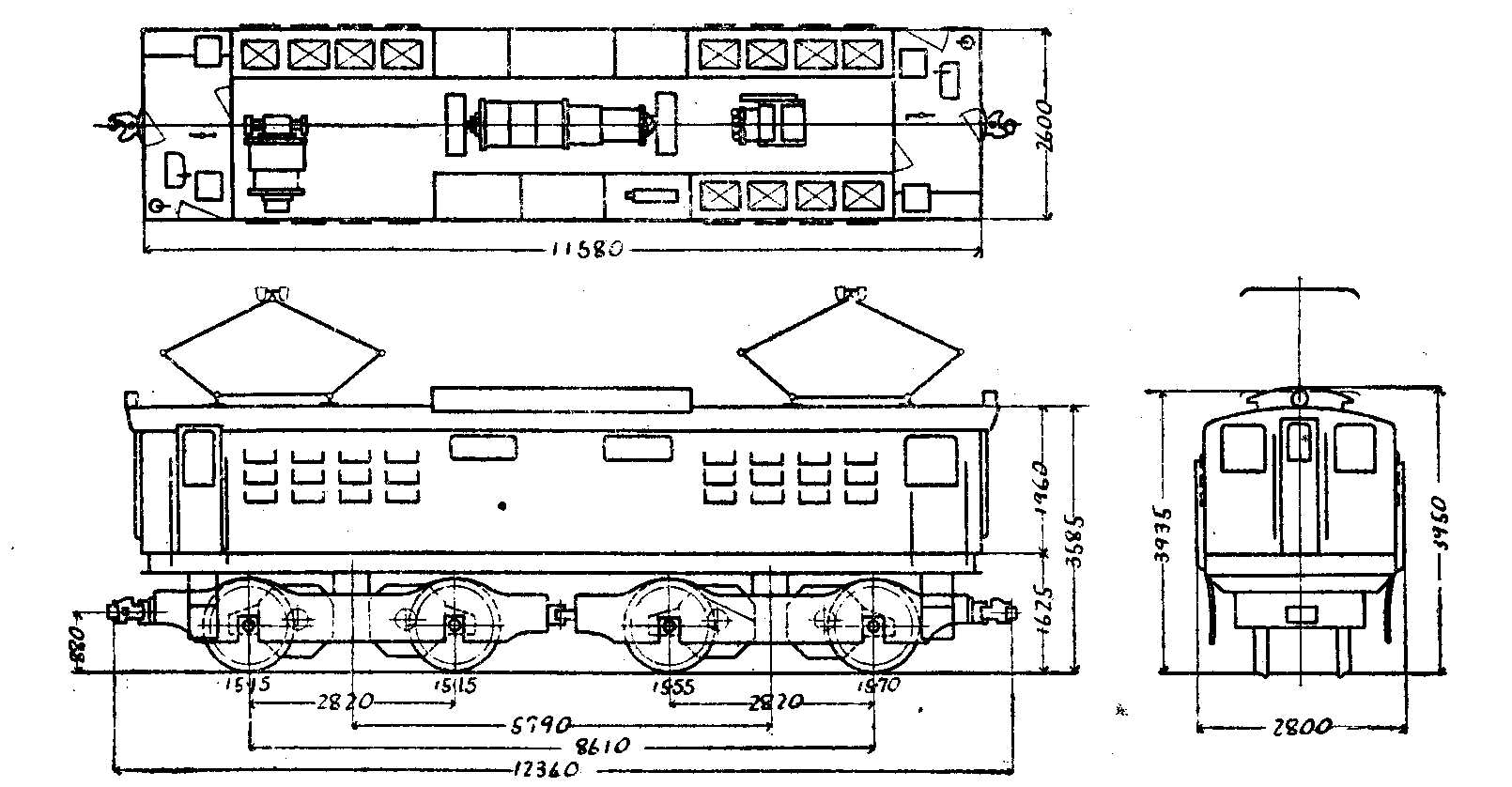
第一代ED18型电力机车的总体布置

第一代ED18型电力机车的前身为ED52型电力机车，是铁道省因应东海道本线和横须贺线电气化的需要，向英国订购干线客运电力机车，初期主要在东海道本线和横须贺线担当旅客列车的牵引任务。1931年，中央本线浅川至甲府区段完成电气化改造，由于八王子至甲府之间是坡度为25‰的长大坡道区间，因此选取了其中四台ED52型电力机车（ED52 3～6），由大宫工场（今大宫综合车辆中心）对其进行改造，将齿轮传动比由27：69（1：2.56）改为18：78（1：4.33），以提高机车的牵引力。完成改造后，改称为ED18型电力机车（ED18 3～6），并配属甲府机关区投入运用。而另外两台ED52型电力机车（ED52 1～2）原本也计划进行相同的改造，但这两台机车于1943年经改变齿轮比后变为货运机车，并改称ED17型电力机车（ED17 22～23）。
1950年（昭和25年），其中三台第一代ED18型电力机车（ED18 4～6）更换了国产的国铁标准型电气部件，包括受电弓和牵引电动机等，被编制为ED17型电力机车（ED17 19～21）。1953年（昭和28年），余下的一台机车（ED18 3）被改造成第二代ED18型电力机车。

### 第二代

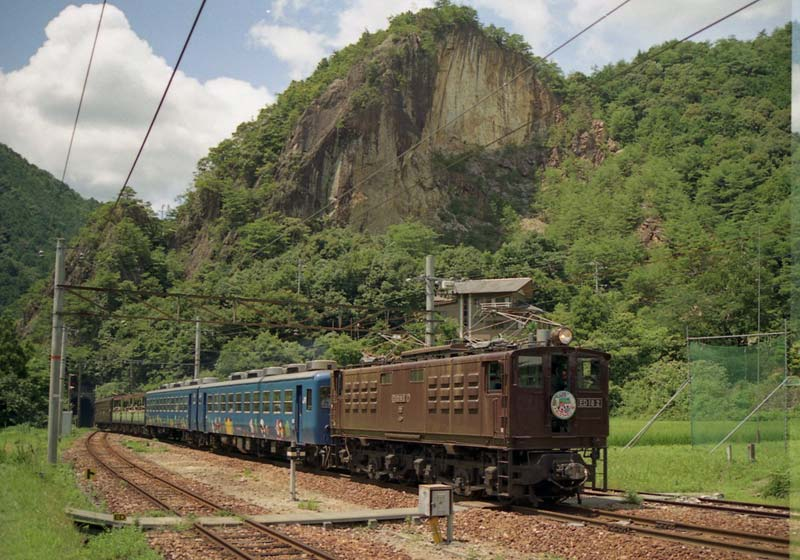
牵引饭田线观光列车的ED18 2号机车（1992年）

1950年代初，由于饭田线北部地区的线路条件较差，日本国铁选定了一台第一代ED18型电力机车（ED18 3）和另外两台ED17型电力机车（ED17 16～17），由滨松工场进行轴重轻量化改造工程。主要特点是将四轴机车改造成六轴机车，以A1A-A1A轴式取代了原本的Bo-Bo轴式，使机车平均轴重得以大幅减轻。转向架结构仿照战前研制的DD10型柴油机车，研制了新型的HT62型三轴转向架，转向架的中间轴不设牵引电动机。
1953年，ED18型3号机车完成改造，车型及编号仍保持相同。1954年（昭和29年），ED17型17号机车被改造成ED18型1号机车。1955年，ED17型16号机车亦被改造成ED18型2号机车。这些机车配属于中部天龙机关支区，与ED19型电力机车共同投入到饭田线运用。
1975年（昭和50年），3号机车首先停运。1976年（昭和51年），1、2号机车也相继停运。同年，1、3号机车正式报废，而2号机车则作为滨松工场的调车机车使用，替换旧有的ED11型电力机车。1979年（昭和54年），2号机车正式取消车籍，ED18型电力机车正式从国铁编制中消失。1984年（昭和59年），ED62型14号机车开始担任工厂调车机车后，ED18型2号机车被静态保存于滨松工场内。
1991年（平成3年），该机车进入滨松市佐久间铁道公园作静态保存。1992年（平成4年），为牵引饭田线独有的“家庭观光号”列车，ED18型2号机车被修复至走行准备状态，并配属予静冈车辆区，至2005年（平成17年）8月因故障而再次停运，并返回滨松工场。2011年（平成23年）3月，该机车被转移至名古屋市的JR东海“磁懸浮·鐵道館”保存及展示。

## 参看
- ED17型电力机车
- EF50型电力机车
- 日本电力机车列表